# Děs v cirkusu
Děs v cirkusu (anglicky Terror on the Midway) je krátký animovaný film ze série o Supermanovi natočený v roce 1942 režisérem Maxem Fleischerem a distribuovaný společností Paramount Pictures. Je dlouhý devět minut a premiéru měl 24. srpna 1942.